# Фиделио
«Фиде́лио» (Op. 72; нем. Fidelio) — единственная опера Бетховена. Действие происходит в Испании XVII века. Произведение, состоящее из двух действий, написано в традициях оперы спасения. Либретто Й. Зоннлейтнера и Г. Ф. Трейчке по драме «Леонора, или Супружеская любовь» Жана-Николя Буйи. 

## История создания
Бетховен начал работу над оперой в 1803 году. Опера была представлена публике под названием «Леонора» 20 ноября 1805 года, но успеха не имела. Переработанная редакция также выдержала всего два представления. Композитор вернулся к работе над произведением только спустя восемь лет: было заново переписано либретто, написана новая увертюра. Опера была поставлена 23 мая 1814 года в венском Кернтнертор-театре и имела огромный успех. Во всех трёх версиях партию Леоноры исполняла Анна Мильдер-Хауптман, для которой она и была написана.

## Действующие лица
| Флорестан, узник                                   | тенор        |
| Леонора, его жена, скрывающаяся под именем Фиделио | сопрано      |
| Дон Фернандо, министр                              | бас          |
| Дон Пизарро, начальник тюрьмы                      | бас-баритон  |
| Рокко, тюремщик                                    | бас-профундо |
| Марселина, его дочь                                | сопрано      |
| Жакино, привратник                                 | тенор        |
| Узники, офицеры, стража, народ                     |              |

## Краткое содержание

### Первое действие
Жакино, тюремный привратник, влюблён в Марселину, дочь надзирателя Рокко. Но Марселина мечтает о любви юного Фиделио, нового помощника своего отца. На самом деле под именем Фиделио («Верный») на службу нанялась Леонора, супруга одного из узников, Флорестана, который был арестован за выступление против тирании Пизарро и без суда помещён в глубокий подземный застенок. Леонора надеется что-то узнать о судьбе Флорестана и попытаться его освободить.
Пизарро получает донесение о том, что в Севилью направляется с инспекцией Министр, Дон Фернандо — до Мадрида дошли слухи о том, что в тюрьме находятся узники, брошенные туда по политическим мотивам. Чтобы успеть скрыть главное из своих преступлений, Пизарро приказывает Рокко этой же ночью тайно убить самого опасного узника (то есть Флорестана), но Рокко отказывается это сделать, поскольку осуществление смертных приговоров — не его обязанность. Тогда Пизарро велит, чтобы Рокко вырыл узнику могилу, а убьёт его сам комендант.
Этот разговор подслушивает Леонора, которая намерена любой ценой спасти несчастного, чьего имени она пока не знает.
Марселина упрашивает отца разрешить заключённым короткую прогулку в честь именин Короля. Узники блаженно дышат свежим воздухом и молятся Богу о своём освобождении. Леонора всматривается в их лица, но Флорестана среди них нет. Внезапно появившийся Пизарро яростно приказывает увести заключённых в камеры.

### Второе действие
Флорестан томится в тёмном подземелье. Он чувствует, что дни его сочтены, но уверен, что поступил правильно, выступив против несправедливости. В лихорадочном бреду ему мерещится небесный ангел в образе любимой Леоноры.
Рокко и Леонора спускаются в подземелье, чтобы вырыть обречённому могилу. Леонора из жалости даёт едва шевелящемуся страдальцу воду и хлеб, но не может разглядеть его лица: в застенке слишком темно. Появляется Пизарро с кинжалом. Флорестан напоследок бросает ему в лицо обличительные слова, и Леонора, наконец, понимает, кто такой этот узник. В решительный момент она бросается между убийцей и жертвой, направляя на Пизарро пистолет и называя своё настоящее имя.
В этот момент сверху звучит фанфара трубы, возвещающая о приезде в крепость Министра. Пизарро понимает, что скрыть следы преступления уже не удастся, и спешит наверх. Леонора и Флорестан счастливы, что вновь оказались вместе. Они выходят на площадь к ликующему народу. Злодеяния Пизарро разоблачены, политические узники выпущены на свободу. Рокко рассказывает Министру о доблести Леоноры, спасшей своего супруга. Дон Фернандо радостно удивлён, ведь Флорестан — его давний друг. Леонора снимает цепи с рук Флорестана, и народ славит супружескую верность, способную совершать подвиги.

## Избранные записи
Солисты даются в следующем порядке: Леонора, Флорестан, Пизарро, Рокко, Марцелина, Жакино.
- 1941 — Дир. Бруно Вальтер; солисты: Кирстен Флагстад, Рене Мезон, Юлиус Хюн, Александр Кипнис, Марита Фарелл, Карл Лауфкёттер; оркестр Метрополитен-опера.
- 1950 — Дир. Вильгельм Фуртвенглер; солисты: Кирстен Флагстад, Юлиус Патцак, Пауль Шёффлер, Йозеф Грайндль, Элизабет Шварцкопф, Антон Дермота; Венский филармонический оркестр.
- 1953 — Дир. Вильгельм Фуртвенглер; солисты: Марта Мёдль, Вольфганг Виндгассен, Отто Эдельман, Готлоб Фрик, Сена Юринац, Рудольф Шок; оркестр Венской государственной оперы.
- 1957 — Дир. Ойген Йохум; солисты: Леони Ризанек, Ханс Хопф, Фердинанд Франц, Людвиг Вебер, Элизабет Линдермайер, Мюррей Дикки; оркестр RAI.
- 1957 — Дир. Александр Мелик-Пашаев; солисты: Галина Вишневская, Георгий Нэлепп, Алексей Иванов, Николай Щегольков, Ирина Масленникова, Павел Чекин; оркестр Большого театра.
- 1960 — Дир. Герберт фон Караян; солисты: Осе Нордмо Лёвберг, Вольфганг Виндгассен, Ханс Хоттер, Вальтер Креппель, Вильма Липп, Мюррей Дикки; оркестр Венской государственной оперы.
- 1962 — Дир. Отто Клемперер; солисты: Криста Людвиг, Джон Викерс, Вальтер Берри, Готлоб Фрик, Ингеборг Хальштайн, Герхард Унгер; оркестр Филармония.
- 1970 — Дир. Леонард Бернстайн; солисты: Биргит Нильссон, Людовик Шписс, Тео Адам, Франц Красс, Хелен Донат, Герхард Унгер; оркестр RAI.
- 1978 — Дир. Карл Бём; солисты: Хильдегард Беренс, Джеймс Кинг, Дональд Макинтайр, Курт Молль, Луция Попп, Норберт Орт; оркестр Баварской государственной оперы.

## Влияние
Высоко ценил оперу русский композитор М. И. Глинка, который однажды сказал Серову: «„Фиделио“ я не променяю на все оперы Моцарта вместе!».
В 1955 году спектакли Венской государственной оперы в здании, восстановленном после бомбёжек 1945 года, начались именно единственной оперой Бетховена.
В фильме Стэнли Кубрика «С широко закрытыми глазами» слово «Фиделио» фигурирует как пароль для входа на тайную оргию, отсылая к ключевой для фильма теме супружеской верности (итал. fidelio — «верный»). Один из биографов Кубрика видит тут также намёк на Вену рубежа XIX и XX веков, где происходит действие литературного первоисточника этого фильма.
В честь оперы был назван астероид (524) Фиделио, открытый 14 марта 1904 года немецким астрономом Максом Вольфом в обсерватории Хайдельберг.